# Jacek Lewandowski (lekkoatleta)
Jacek Lewandowski (ur. 4 lutego 1977) – polski lekkoatleta, sprinter, mistrz Polski i reprezentant Polski. Trener reprezentacji Polski w sprincie kobiet.

## Życiorys

### Kariera zawodnicza
Był zawodnikiem Zawiszy Bydgoszcz. Na mistrzostwach Polski seniorów na otwartym stadionie wywalczył pięć medali: złoty w sztafecie 4 x 100 metrów w 1995, srebrny w sztafecie 4 x 400 metrów w 1998 oraz trzy brązowe w sztafecie 4 x 400 metrów (1996, 1997 i 2001).
Na mistrzostwach Europy juniorów w 1995 zdobył brązowy medal w sztafecie 4 x 400 metrów (z Jackiem Bocianem, Piotrem Haczkiem i Marcinem Trelką). W tej samej konkurencji zajął też 6. miejsce podczas mistrzostw świata juniorów w 1996.
Jego karierę przerwała kontuzja.
Rekord życiowy: 46,78 (1998).

### Kariera trenerska
Po zakończeniu kariery zawodniczej rozpoczął pracę jako trener w Zawiszy Bydgoszcz oraz bydgoskich szkołach sportowych. Jego pierwszą znaną zawodniczką stała się Marika Popowicz. W latach 2007–2014 prowadził juniorską kadrę sprinterek w Polskim Związku Lekkiej Atletyki, w latach 2008-2009 równocześnie kadrę młodzieżową sprinterek, w 2009 został trenerem seniorskiej kadry polskich sprinterek.
Poprowadził polską sztafetę do brązowych medali mistrzostw Europy w 2010 (w składzie Marika Popowicz, Daria Korczyńska, Marta Jeschke, Weronika Wedler), z rekordem Polski 42,68 i 2012 (w składzie Marika Popowicz, Daria Korczyńska, Marta Jeschke, Ewelina Ptak) oraz srebrnego medalu mistrzostw Europy w 2022 (w składzie Pia Skrzyszowska, Anna Kiełbasińska, Marika Popowicz-Drapała i Ewa Swoboda), z rekordem Polski 42,61, a także trzykrotnie na igrzyskach olimpijskich (2012, 2016, 2020.